# Stephan Hähnel
Stephan Hähnel (* 24. Dezember 1961 in Berlin) ist ein deutscher Schriftsteller. Er gilt als Meister des Schwarzen Humors. Er ist der Begründer des Berliner Krimimarathons und zeichnete zwischen 2010 und 2013 verantwortlich für das größte Berliner Krimifestival.

## Leben
Stephan Hähnel wurde 1961 in Berlin Prenzlauer Berg geboren. Er schreibt seit seinem 14. Lebensjahr Gedichte, Geschichten, Romane und Kinderbücher. Er lebt im Helmholtzkiez.

## Werke
Bücher
- 2025: Des Teufels Heizer. Kriminalroman. Jaron Verlag, ISBN 978-3-89773-883-6.
- 2025: Die heimlichen Schnüffler. Spuren im Netz. Periplaneta, ISBN 978-3-95996-292-6
- 2024: Kräuter olé! Männer ade! Mordsgeschichten. Periplaneta, ISBN 978-3-95996-286-5.
- 2022: Mumien küsst man nicht. Fantastische Gruselgeschichten. Periplaneta, ISBN 978-3-95996-249-0.
- 2019: Gift hat keine Kalorien. Mordsgeschichten. Periplaneta, ISBN 978-3-95996-134-9.
- 2018: Geschwisterliebe. Kriminalroman. (= Es geschah in Berlin.) Jaron Verlag, ISBN 978-3-89773-855-3.
- 2018: Ärger ist mein zweiter Vorname, Kinderbuch, Periplaneta, ISBN 978-3-95996-112-7.
- 2017: Das Geheimnis der Gruselmühle, Kinderbuch, Periplaneta, ISBN 978-3-95996-038-0.
- 2016: Gefallen auf dem Feld der Ehe, Periplaneta, ISBN 978-3-95996-022-9.
- 2016: Verschwiegene Wasser. Morgenstern ermittelt. Ein Berlin-Krimi, Roman, Jaron Verlag, ISBN 978-3-89773-810-2.
- 2014: Der kleine Raubritter. Eine Rittergeschichte. Mit Bildern von Niels Schröder, Kinderbuch, Edition Luise, ISBN 978-3-945742-00-6.
- 2014: Gefundenes Fressen, Roman, Jaron Verlag, ISBN 978-3-9815604-2-8.
- 2013: Alte Frau zum Kochen gesucht, Mörderische Kurzgeschichten, Buchvolk-Verlag, ISBN 978-3-9815604-2-8 (Neuauflage: Periplaneta Berlin ISBN 978-3-95996-067-0).
- 2012: Gießt du meine Pflanzen, entsorge ich deine Frau, Buchvolk-Verlag, ISBN 978-3-9815604-0-4 (Neuauflage: Periplaneta Berlin ISBN 978-3-95996-059-5).
- 2010: Von gestressten Killern und genervten Opfern, Dosse Verlag, ISBN 978-3-9813533-0-3.
- 2009: Von dunklen Augen und dunklen Seiten, Dosse Verlag, ISBN 978-3-9811279-8-0.
- 2007: Von schüchternen Schnüfflern und schnüffelnden Schnauzen, Dosse Verlag, ISBN 978-3-9811279-1-1.
- 2005: Von perfekten Gastgebern und perfekten Morden, Dosse Verlag, ISBN 978-3-9807861-7-1.

Beiträge in Anthologien
- 2024: Für Stress fehlt mir die Zeit, Eulenspiegel Verlag, ISBN 978-3-359-03052-2.
- 2022: Die fitten Jahre sind vorbei, Eulenspiegel Verlag, ISBN 978-3-359-03022-5.
- 2021: Aus! Ende! Over!, KBV, Roland Jankowsky (Hrsg.), ISBN 978-3-95441-558-8.
- 2020: Gans ohne Lametta, Eulenspiegel Verlag, ISBN 978-3-359-01195-8.
- 2018: Lieber böser Nikolaus, Meike Messal (Hrsg.), Prolibris, ISBN 978-3-95475-183-9.
- 2017: Neues vom Tatort Tegel, Horst Bosetzky (Hrsg.), Jaron Verlag, ISBN 978-3-89773-823-2.
- 2017: Literarische Krimikalender 2017, ars vivendi, ISBN 978-3-86913-803-9.
- 2015: Literarischer Krimikalender 2016, ars vivendi, ISBN 978-3-86913-532-8.
- 2015: Mit Genuss ins Jenseits, Anthologie, grafit Verlag, ISBN 978-3-89425-464-3.
- 2014: Krimineller Reiseführer Berlin, Windspiel Verlag, ISBN 978-3-944399-19-5.
- 2014: Mit Schirm, Charme und Pistole, KBV, ISBN 978-3-95441-191-7.
- 2013: Mausetot in Spreeathen, Buchvolk-Verlag, ISBN 978-3-9815604-9-7.
- 2013: Die schrägsten Berliner Zehn-Minuten-Geschichten, Jaron Verlag, ISBN 978-3-89773-726-6.
- 2013: Mords-Ferien, Der Sachse lässt das Reisen nicht, Buchvolk-Verlag, ISBN 978-3-9815604-8-0.
- 2013: Ruhe Sanft in Sachsen-Anhalt, KBV, ISBN 978-3-942446-76-1.
- 2013: Mord-Ost, Kriminelle Kurzgeschichten aus Sachsen, Buchvolk-Verlag, ISBN 978-3-9815604-3-5.
- 2013: Zügig ins Jenseits, Mörderische Geschichten für Bahnfahrer, Grafit Verlag, ISBN 978-3-89425-415-5.
- 2011: Berlin blutrot, Kölnisch-Preußische Lektoratsanstalt, ISBN 978-3-940610-13-3